# Liste der Biografien/Rav
Liste der Biografien |
Portal Biografien |
Personensuche
# |
A |
B |
C |
D |
E |
F |
G |
H |
I |
J |
K |
L |
M |
N |
O |
P |
Q |
R |
S |
T |
U |
V |
W |
X |
Y |
Z |
?
 
Ra |
Rb |
Rd |
Re |
Rh |
Ri |
Rj |
Rk |
Rl |
Rm |
Rn |
Ro |
Rr |
Rs |
Rt |
Ru |
Rv |
Rw |
Rx |
Ry |
Rz
 
Raa |
Rab |
Rac |
Rad |
Rae–Rah |
Rai |
Raj |
Rak |
Ral |
Ram |
Ran |
Rao |
Rap |
Raq |
Rar |
Ras |
Rat |
Rau |
Rav |
Raw |
Rax |
Ray |
Raz
Die Liste der Biografien führt alle Personen auf, die in der deutschsprachigen Wikipedia einen Artikel haben. Dieses ist eine Teilliste mit 229 Einträgen von Personen, deren Namen mit den Buchstaben „Rav“ beginnt.

## Rav
- Rav Aschi, jüdischer Gelehrter (Amoräer)
- Rav-Ner, Zvi (* 1950), israelischer Diplomat

### Rava
- Ravà, Aldo (1879–1923), italienischer Historiker und Autor
- Rava, Enrico (* 1939), italienischer Jazzmusiker
- Rava, Giovanni (1874–1944), italienischer Kunstmaler
- Rava, Pietro (1916–2006), italienischer Fußballspieler und -trainer
- Ravachol (1859–1892), französischer Anarchist
- Ravaei, Mehdi (* 1980), iranischer Speerwerfer
- Ravagli, Lorenzo (* 1957), Schweizer Anthroposoph und Autor
- Ravaglia, Paolo (* 1959), italienischer Klarinettist
- Ravaglia, Roberto (* 1957), italienischer Automobilrennfahrer
- Ravagnan, Mario (1930–2006), italienischer Säbelfechter
- Ravaillac, François (1578–1610), Mörder Heinrichs IV. von FrankreichFrançois Ravaillac (1578–1610)

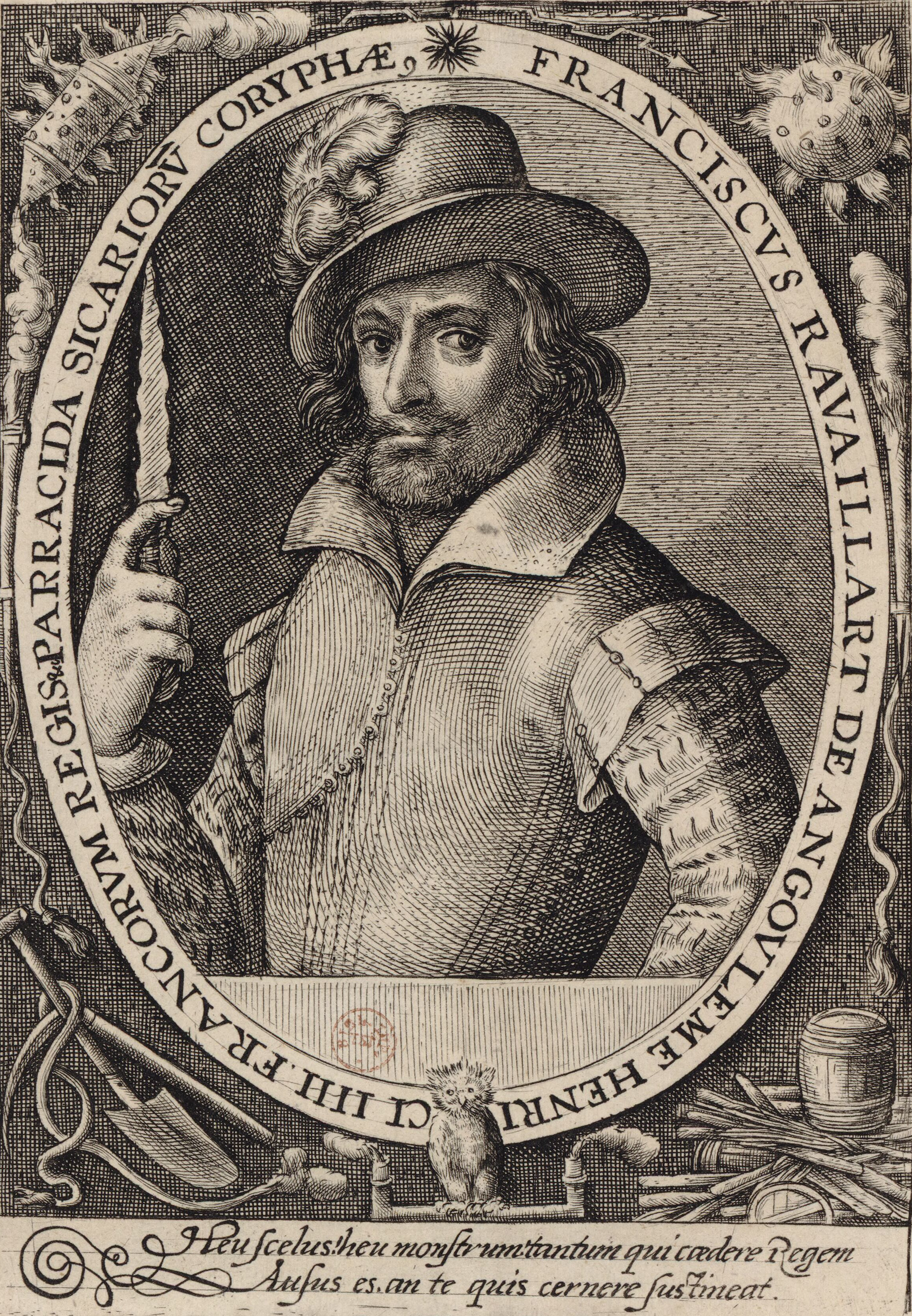
François Ravaillac (1578–1610)

- Ravaisson, Félix (1813–1900), französischer Philosoph und Archäologe
- Raval, Cesar (1924–2017), philippinischer Geistlicher, römisch-katholischer Bischof von Bangued
- Ravald, Peter (* 1944), britischer Leichtathlet
- Ravalec, Blanche (* 1954), französische Schauspielerin
- Ravaleu, Yves (1945–2003), französischer Radrennfahrer
- Ravallion, Martin (1952–2022), australischer Wirtschaftswissenschaftler
- Ravalomanana, Marc (* 1949), madagassischer Politiker, Staatspräsident von Madagaskar
- Ravan, Genya (* 1940), US-amerikanische Rock-Sängerin
- Ravan, Pari (* 1942), iranisch-deutsch-französische Malerin
- Ravana, Roy Junior (1993–2014), fidschianischer Leichtathlet
- Ravanel, Gilbert (1900–1983), französischer Skispringer, Nordischer Kombinierer und Skilangläufer
- Ravanel, Serge (1920–2009), französischer Widerstandskämpfer
- Ravanelli, Fabrizio (* 1968), italienischer Fußballspieler und -trainerFabrizio Ravanelli (* 1968)

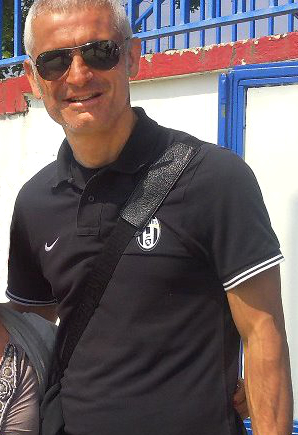
Fabrizio Ravanelli (* 1968)

- Ravanello, Oreste (1871–1938), italienischer Organist, Komponist, Musikpädagoge, Musikschriftsteller und Zeitschriften-Herausgeber
- Ravanello, Rick (* 1967), kanadischer Schauspieler
- Ravannack, Joseph (1878–1910), US-amerikanischer Ruderer
- Ravano dalle Carceri († 1216), Ritter des vierten Kreuzzuges, Herr von Euböa (Negroponte)
- Ravano, Giuseppe (* 1943), italienischer Vielseitigkeitsreiter
- Ravanyar, Aylin (* 1997), deutsche Schauspielerin iranischer Herkunft
- Ravaonirina, Lalao (* 1963), madagassische Sprinterin
- Ravarani, Georges (* 1954), luxemburgischer Jurist und ehemaliger Richter am Europäischen Gerichtshof für Menschenrechte
- Ravard, Anthony (* 1983), französischer Radrennfahrer
- Ravari, Jens Daryousch (* 1985), deutscher Theater-, Opern- und Eventregisseur
- Ravas, Henrich (* 1997), slowakischer Fußballtorhüter
- Ravasco, Alfredo (1873–1958), italienischer Goldschmied
- Ravasi, Ambrogio (1929–2020), italienischer Ordensgeistlicher und römisch-katholischer Bischof von Marsabit
- Ravasi, Fabrizio (* 1965), italienischer Ruderer
- Ravasi, Gianfranco (* 1942), italienischer Kurienkardinal
- Ravasz, Stefan, deutscher Tontechniker und Ton-Designer
- Ravatn, Agnes (* 1983), norwegische Schriftstellerin und Journalistin

### Rave
- Rave, Ada (* 1974), argentinische Jazz- und Improvisationsmusikerin (Saxophon, Komposition)
- Rave, Bettina (* 1964), schweizerisch-deutsche Künstlerin
- Rave, Christian (1770–1856), deutscher Bergmeister und Obersteiger
- Rave, Christopher (1881–1933), deutscher Maler und Polarforscher
- Rave, Hans (1903–1977), deutscher Fußballspieler
- Rave, Jan (1934–2004), deutscher Architekt
- Rave, Judith († 1807), deutsche Schriftstellerin
- Rave, Klaus (* 1950), deutscher Jurist, Banker und Honorarprofessor
- Rave, Ortwin (1921–1992), deutscher Architekt
- Rave, Paul Ortwin (1893–1962), deutscher Kunsthistoriker
- Rave, Rolf (* 1936), deutscher Architekt, Stadtbereichsplaner und Hochschullehrer
- Rave, Roosje (* 1950), deutsche Architektin
- Rave, Wilhelm (1886–1958), deutscher Architekt und Denkmalpfleger
- Rave-Faensen, Maria Theresia (1903–1987), deutsche Grafikerin und Kunstpädagogin
- Rave-Schwank, Maria (* 1935), deutsche Psychiaterin
- Raveaux, Franz (1810–1851), deutscher Revolutionär der Märzrevolution
- Ravecca, Andrés (* 1989), uruguayischer Fußballspieler
- Raveel, Roger (1921–2013), belgischer Maler
- Ravegnani, Benintendi de’ († 1365), venezianischer Geschichtsschreiber und Großkanzler
- Ravegnani, Giorgio (* 1948), italienischer Historiker
- Ravegnani, Giuseppe (1895–1964), italienischer Schriftsteller, Literaturkritiker, Journalist, Dichter, Übersetzer und Archivar
- Raveh, Karla (1927–2017), deutsche Überlebende des Nationalsozialismus und Autorin
- Raveh, Yitzhak (1906–1989), deutsch-israelischer Richter
- Ravel, Gaston (1878–1958), französischer Schauspieler, Stummfilm-Regisseur und Drehbuchautor
- Ravel, Jean (1927–1990), französischer Filmeditor
- Ravel, Lisa (* 1939), deutsche Schauspielerin
- Ravel, Luc (* 1957), französischer Ordensgeistlicher, emeritierter römisch-katholischer Erzbischof von Straßburg
- Ravel, Maurice (1875–1937), französischer KomponistMaurice Ravel (1875–1937)

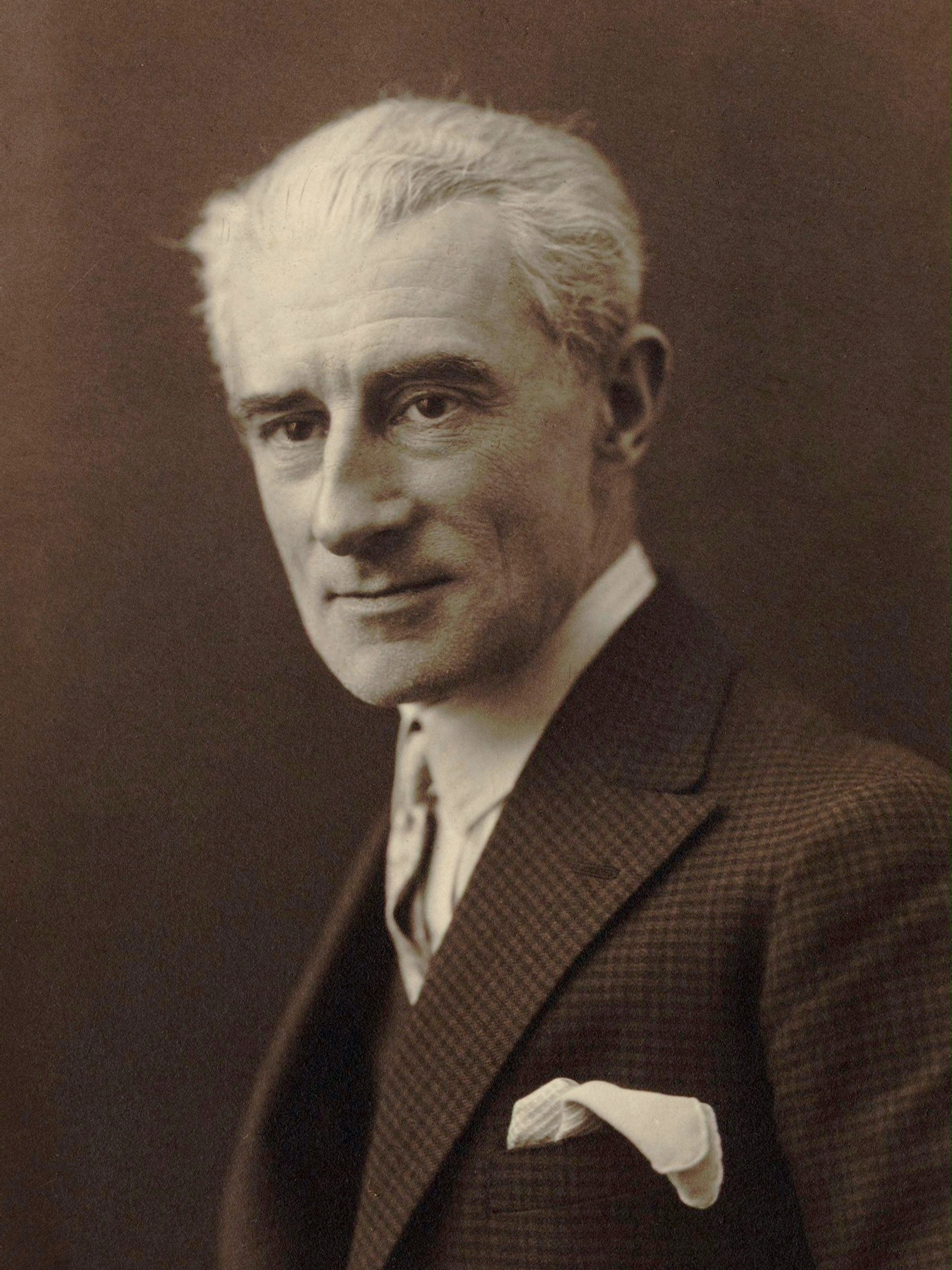
Maurice Ravel (1875–1937)

- Ravel, Sandra (1910–1954), italienische Schauspielerin
- Ravele, Frank (1926–1999), südafrikanischer Politiker, Präsident des Homelands Venda
- Raveling, Wiard (* 1939), deutscher Gymnasiallehrer, Autor, Essayist und Hörspielautor
- Ravelli, Andreas (* 1959), schwedischer Fußballspieler
- Ravelli, Diego Giovanni (* 1965), italienischer Geistlicher, Zeremonienmeister für die Liturgischen Feiern des Papstes, Kurienerzbischof der römisch-katholischen Kirche
- Ravelli, Thomas (* 1959), schwedischer Fußballtorhüter
- Ravelo, Eduardo (* 1968), mexikanischer Anführer der Barrio-Azteca-Bande
- Ravelo, José de Jesús (1876–1951), dominikanischer Komponist und Musikpädagoge
- Ravelomanantsoa, Jean-Louis (1943–2016), madagassischer Sprinter
- Ravelonarivo, Jean (* 1959), madagassischer Politiker und Pilot
- Raveloson, Rayan (* 1997), madagassisch-französischer Fußballspieler
- Raven (* 1964), US-amerikanischer Wrestler und SchauspielerRaven (* 1964)

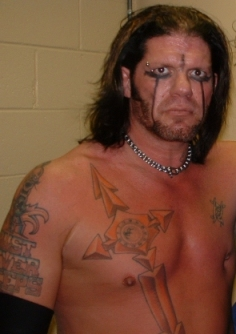
Raven (* 1964)

- Raven (* 1979), amerikanische Dragqueen
- Raven, Arlene (1944–2006), US-amerikanische feministische Kunsthistorikerin, Autorin, Kunstkritikerin, Kuratorin und Lehrerin
- Raven, Bertram H. (1926–2020), US-amerikanischer Sozialpsychologe und Hochschullehrer
- Raven, Charles E. (1885–1964), britischer Theologe und Autor
- Raven, Eduard von (1807–1864), preußischer Generalmajor, Ritter des Ordens Pour le Mérite
- Raven, Elsa (1929–2020), US-amerikanische Schauspielerin
- Raven, Ernst von (1816–1890), deutscher Landschaftsmaler der Düsseldorfer Schule
- Raven, Francis (1914–1983), US-amerikanischer Kryptoanalytiker
- Raven, Frederick Edward (1837–1903), englischer Prediger und Bibelausleger
- Raven, Henry Cushier (1889–1944), US-amerikanischer Zoologe und Anatom
- Raven, Jakob († 1558), Sekretär der Hansekontore in Bergen und Antwerpen
- Raven, Johann Anton Friedrich (1764–1832), Mitglied der Reichsstände im Königreich Westphalen, Friedensrichter
- Raven, John C. (1902–1970), britischer Psychologe
- Raven, John Earle (1914–1980), britischer Altphilologe und Philosophiehistoriker
- Raven, Lynn (* 1971), deutsch-amerikanische Schriftstellerin
- Raven, Maarten J. (* 1953), niederländischer Ägyptologe
- Raven, Mathilde (1817–1902), deutsche Schriftstellerin
- Raven, Michael (* 1969), US-amerikanischer Pornoregisseur, -produzent und -drehbuchautor
- Raven, Michelle (* 1972), deutsche Bibliothekarin und Schriftstellerin
- Raven, Mike (1924–1997), britischer Rdio-DJ, Schauspieler, Bildhauer und Fotograf
- Raven, Otto von (1778–1810), preußischer Offizier
- Raven, Paul (1961–2007), britischer BassistPaul Raven (1961–2007)

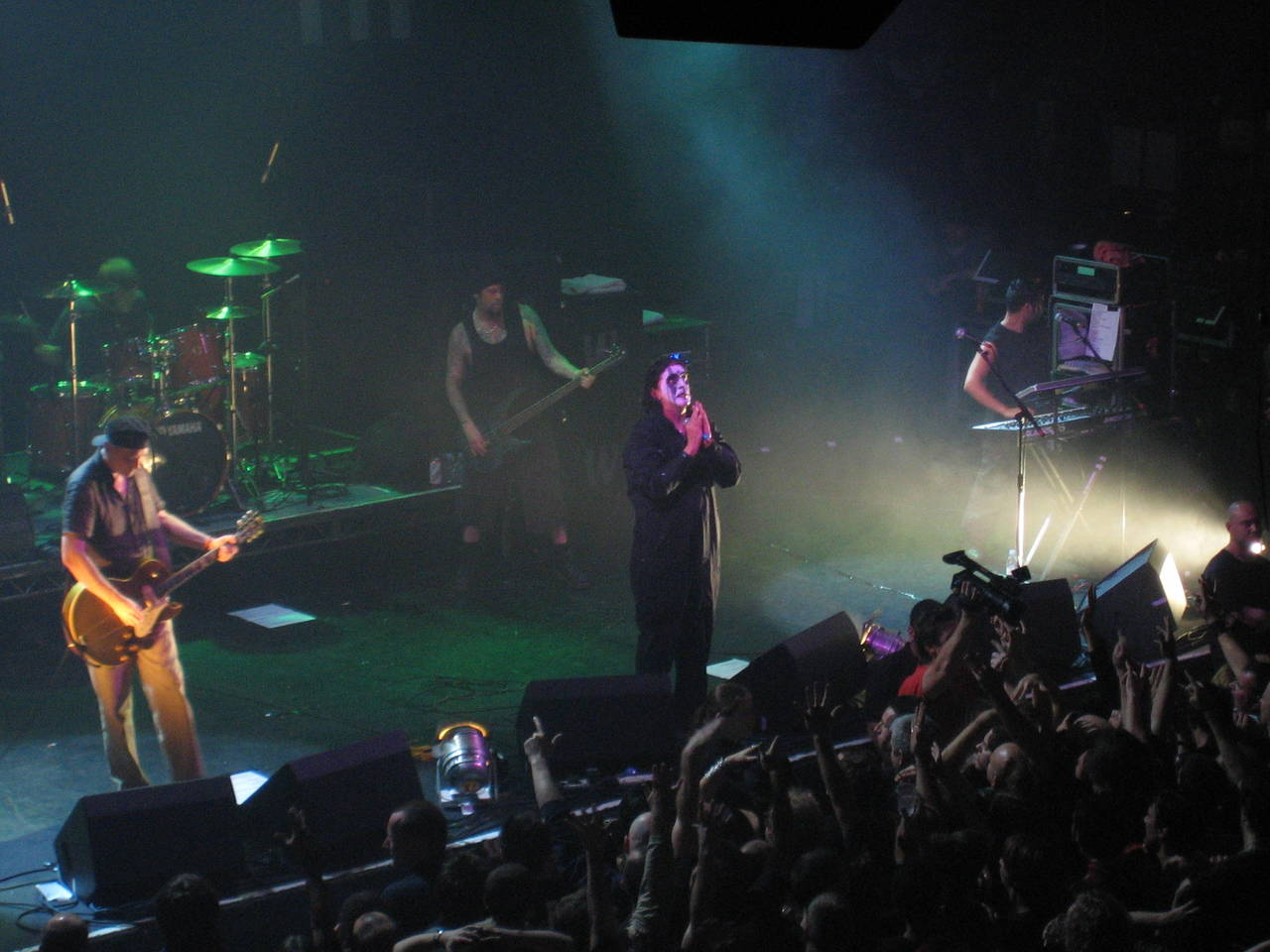
Paul Raven (1961–2007)

- Raven, Peter H. (* 1936), US-amerikanischer Botaniker
- Raven, Simon (1927–2001), britischer Schriftsteller und Literaturkritiker
- Raven, Ulrich von (1767–1800), preußischer Offizier und Träger des Ordens Pour le Mérite
- Raven, Vincent (1859–1934), englischer Eisenbahningenieur
- Raven, Vincent (* 1966), Schweizer Mentalist und Zauberkünstler
- Raven, Werner Alborus Küneke von (1784–1814), preußischer Offizier und Ritter des Ordens Pour le Mérite
- Raven, Werner von (1875–1928), deutscher Arzt und Tropenmediziner
- Raven, Wilhelm von (1770–1836), preußischer Oberst
- Raven, Wilhelm von (1802–1866), preußischer Generalmajor und Kommandeur der 15. Kavallerie-Brigade
- Raven, Wolfram von (1924–2003), deutscher Publizist
- Raven-Kindler, Nina (1906–1996), deutsche Schauspielerin, Graphologin und Verlegerin
- Raven-Symoné (* 1985), US-amerikanische Schauspielerin und SängerinRaven-Symoné (* 1985)

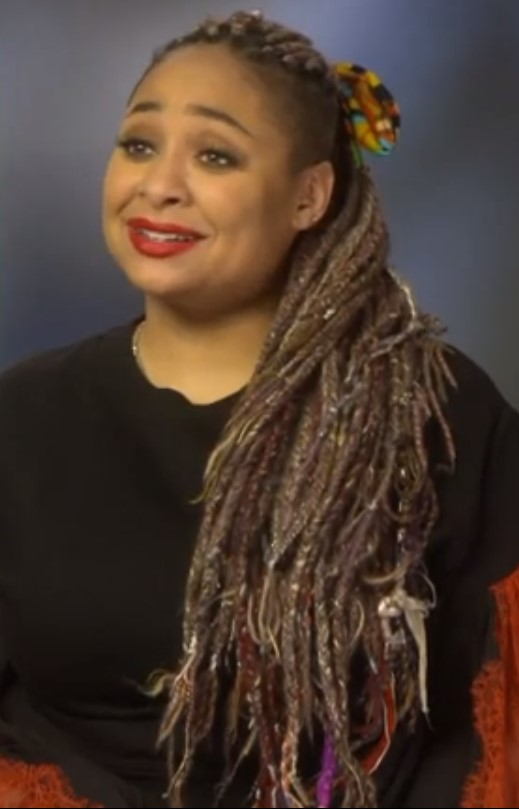
Raven-Symoné (* 1985)

- Ravené, Jacques (1751–1828), deutscher Industrieller
- Ravené, Louis Auguste (1866–1944), deutscher Kaufmann, Unternehmer und Mäzen
- Ravené, Louis Fréderic Jacques (1823–1879), deutscher Industrieller, Mäzen
- Ravené, Pierre Louis (1793–1861), deutscher Industrieller, Mäzen
- Ravenel, Arthur (1927–2023), US-amerikanischer Politiker
- Ravenel, Douglas (* 1947), US-amerikanischer Mathematiker
- Ravenel, Jacky (* 1944), französischer Autorennfahrer
- Ravenel, Jean-Louis (* 1943), französischer Autorennfahrer
- Ravenel, Yves (* 1965), Schweizer Politiker (SVP) und Bauer aus dem Kanton Waadt
- Ravenhill, Mark (* 1966), britischer Dramatiker, Dramaturg und Theaterregisseur
- Ravenna, Gino (1889–1944), italienischer Turner und Händler
- Ravenna, Giovanni Conversini da (1343–1408), italienischer Frühhumanist
- Ravenna, Paolo (1926–2012), italienischer Rechtsanwalt und Schriftsteller
- Ravenna, Petrus von († 1508), italienischer Rechtswissenschaftler
- Ravenna, Renzo (1893–1961), italienischer Anwalt und Podesta jüdischer Herkunft
- Ravenna, Verónica María (* 1998), argentinisch-kanadische Rennrodlerin
- Ravenna, Walter (1922–1985), uruguayischer Politiker
- Ravens, Bernd (* 1944), deutscher Politiker (parteilos), MdBB
- Ravens, Joannes Arnoldsz. († 1650), reformierter Theologe (Remonstrant)
- Ravens, Jürgen Peter (1932–2012), deutscher Journalist, Zeitungsverleger und Autor
- Ravens, Karl (1927–2017), deutscher Politiker (SPD), MdL, Bundesminister
- Ravens, Laurens van (1922–2018), niederländischer Fußballschiedsrichter
- Ravens-Sieberer, Ulrike (* 1964), deutsche Psychologin und Hochschullehrerin
- Ravensbergen, Bart (* 1993), niederländischer Handballspieler
- Ravensberger, Hermann (1586–1625), deutscher reformierter Theologe, Rektor der Universität Groningen
- Ravensburg, Claudia (* 1962), deutsche Politikerin (CDU), MdL
- Ravenscroft, Ian, australischer Philosoph
- Ravenscroft, John († 1697), englischer Komponist und Violinist
- Ravenscroft, Raphael (1954–2014), britischer Saxophonist und KomponistRaphael Ravenscroft (1954–2014)

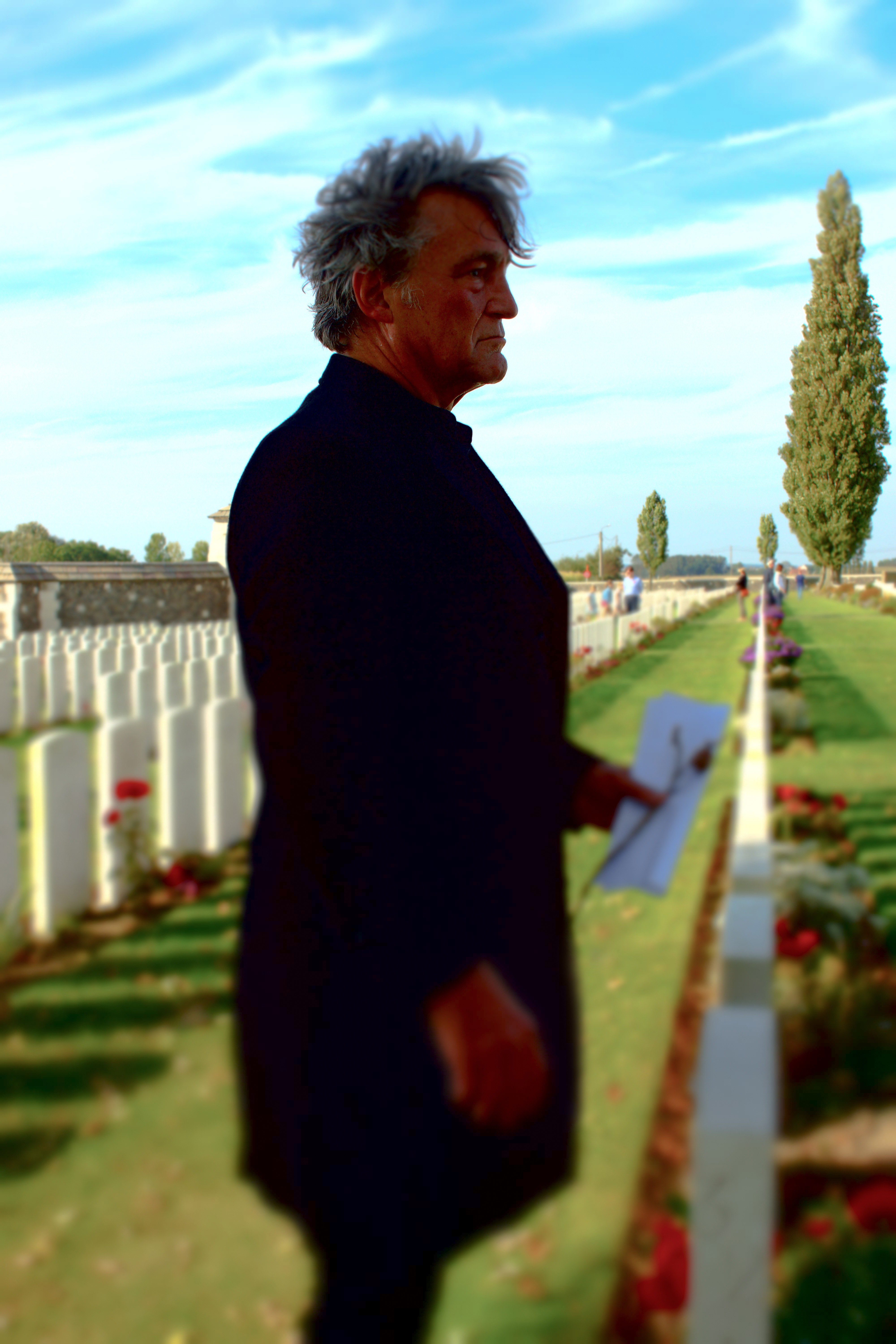
Raphael Ravenscroft (1954–2014)

- Ravenscroft, Thomas, englischer Komponist, Musiktheoretiker und Sänger
- Ravenscroft, Thurl (1914–2005), US-amerikanischer Basssänger, Synchronsprecher und Schauspieler
- Ravenscroft, Trevor (1921–1989), britischer Schriftsteller
- Ravenstahl, Luke (* 1980), US-amerikanischer Politiker
- Ravenstein, Ernst (1834–1913), deutscher Kartograf und Demograph
- Ravenstein, Friedrich August (1809–1881), deutscher Kartograf und Verleger
- Ravenstein, Friedrich von (1827–1894), deutscher Rittergutsbesitzer und Politiker, MdR
- Ravenstein, Johann von (1889–1962), deutscher Generalleutnant im Zweiten Weltkrieg
- Ravenstein, Ludwig (1838–1915), deutscher Kartograf und Verleger
- Ravenstein, Marianne (1957–2024), deutsche Kommunikationswissenschaftlerin
- Ravenstein, Paul von (1854–1938), deutscher Landschaftsmaler
- Ravenstein, Simon (1844–1932), deutscher Architekt
- Ravensteyn, Philipp Honorius von (1655–1729), Architekt und Hofbaumeister
- Ravenswaay, Adriana van (1816–1872), niederländische Stilllebenmalerin
- Ravenswaay, Jan van (1789–1869), niederländischer Tier- und Landschaftsmaler
- RavenWolf, Silver (* 1956), amerikanische New-Age-Autorin und Lehrende
- Raver, Kim (* 1969), US-amerikanische SchauspielerinKim Raver (* 1969)

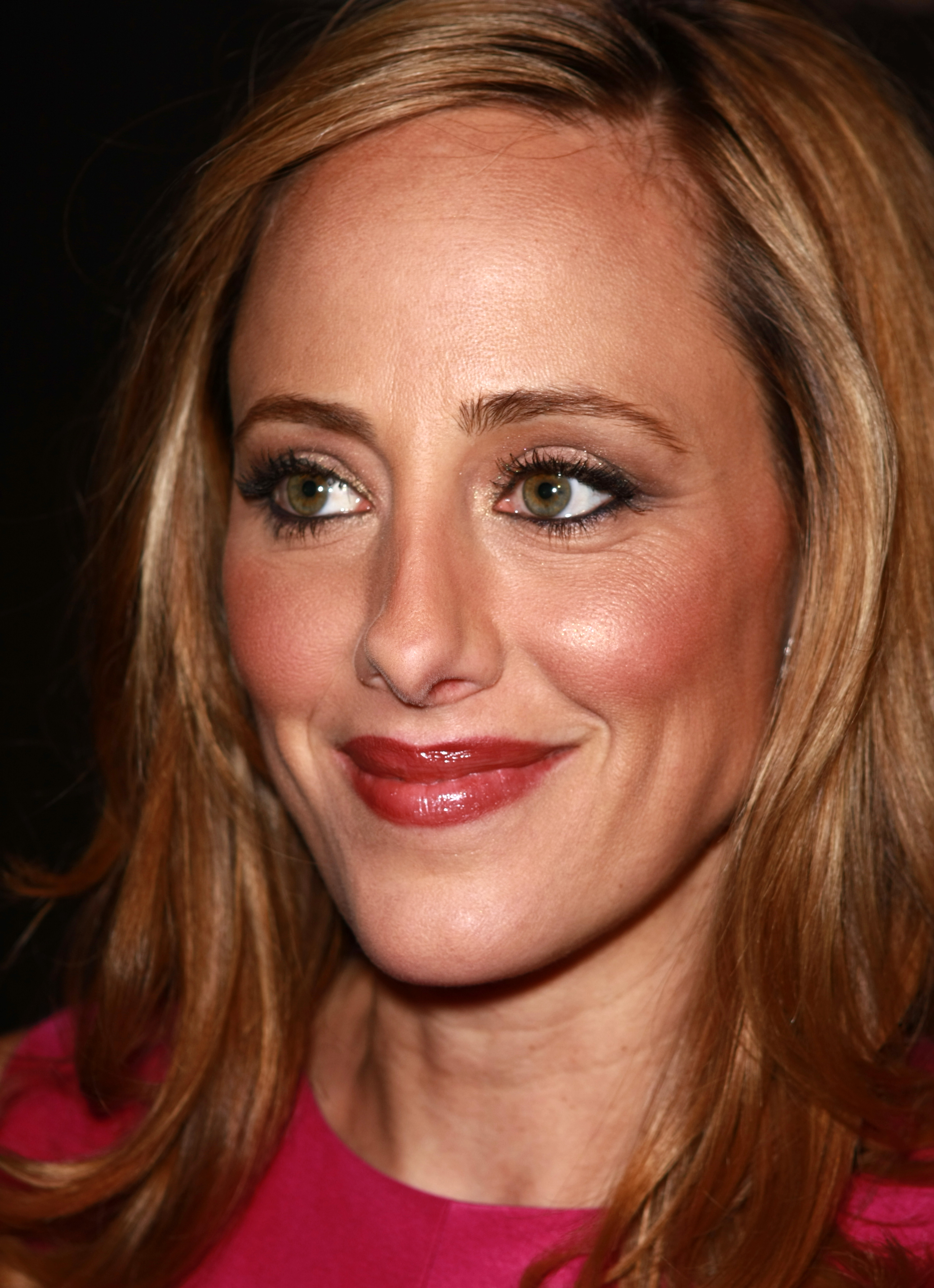
Kim Raver (* 1969)

- Raver, Lorna (* 1943), amerikanische Schauspielerin
- Raver-Lampman, Emmy (* 1988), amerikanische Schauspielerin
- Ravera, Andrés, uruguayischer Fußballspieler
- Ravera, Camilla (1889–1988), italienische Politikerin, Mitglied der Camera dei deputati
- Ravera, Gina (* 1966), US-amerikanische Schauspielerin
- Raverat, Gwen (1885–1957), englische Holzschnittkünstlerin
- Ravergie, Hippolyte (1815–1887), französischer Maler
- Ravesteyn, Jan Anthoniszoon van, niederländischer Maler
- Ravesteyn, Sybold van (1889–1983), niederländischer Architekt
- Ravet, Cyrian (* 2003), französischer Taekwondoin
- Ravet, Yoric (* 1989), französischer Fußballspieler
- Ravetch, Irving (1920–2010), US-amerikanischer Drehbuchautor
- Ravetch, Jeffrey (* 1951), US-amerikanischer Immunologe an der Rockefeller University in New York City
- Ravetta, Rosetta (* 1973), italienische Kanutin
- Ravey, Yves (* 1953), französischer Schriftsteller

### Ravi
- Ravi (* 1993), südkoreanischer Rapper, Songwriter, Produzent und Model
- Ravi, Disha, indische Klimaschützerin
- Ravi, Jayam (* 1980), indisch-tamilischer SchauspielerJayam Ravi (* 1980)

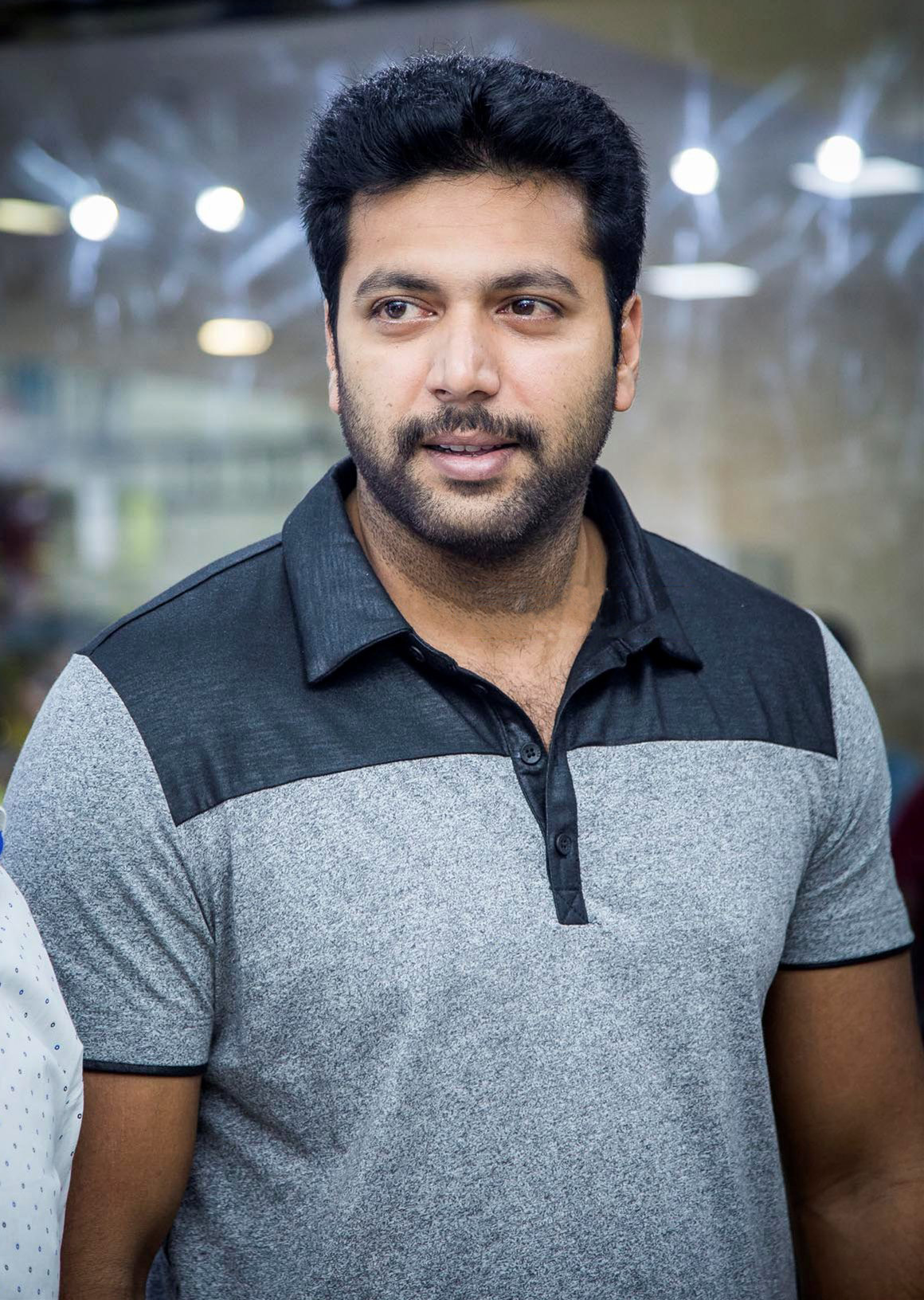
Jayam Ravi (* 1980)

- Ravian, Elias (1945–1979), papua-neuguineischer Vulkanologe
- Ravich, Rand, US-amerikanischer Drehbuchautor
- Ravichandran (1940–2011), indischer Schauspieler, Drehbuchautor und Filmregisseur
- Ravid, Yigal (* 1957), israelischer Hörfunk- und Fernsehmoderator
- Ravigauly (* 1963), deutscher Sitarspieler
- Ravignani, Eugenio (1932–2020), italienischer Geistlicher und römisch-katholischer Bischof
- Ravikiran, N. (* 1967), indischer Musiker, ein gefeiertes Wunderkind seit seinem 2. Lebensjahr
- Ravilious, Eric (1903–1942), britischer Maler, Designer, Buchillustrator und Xylograph
- Ravin, Emilie de (* 1981), australische SchauspielerinEmilie de Ravin (* 1981)

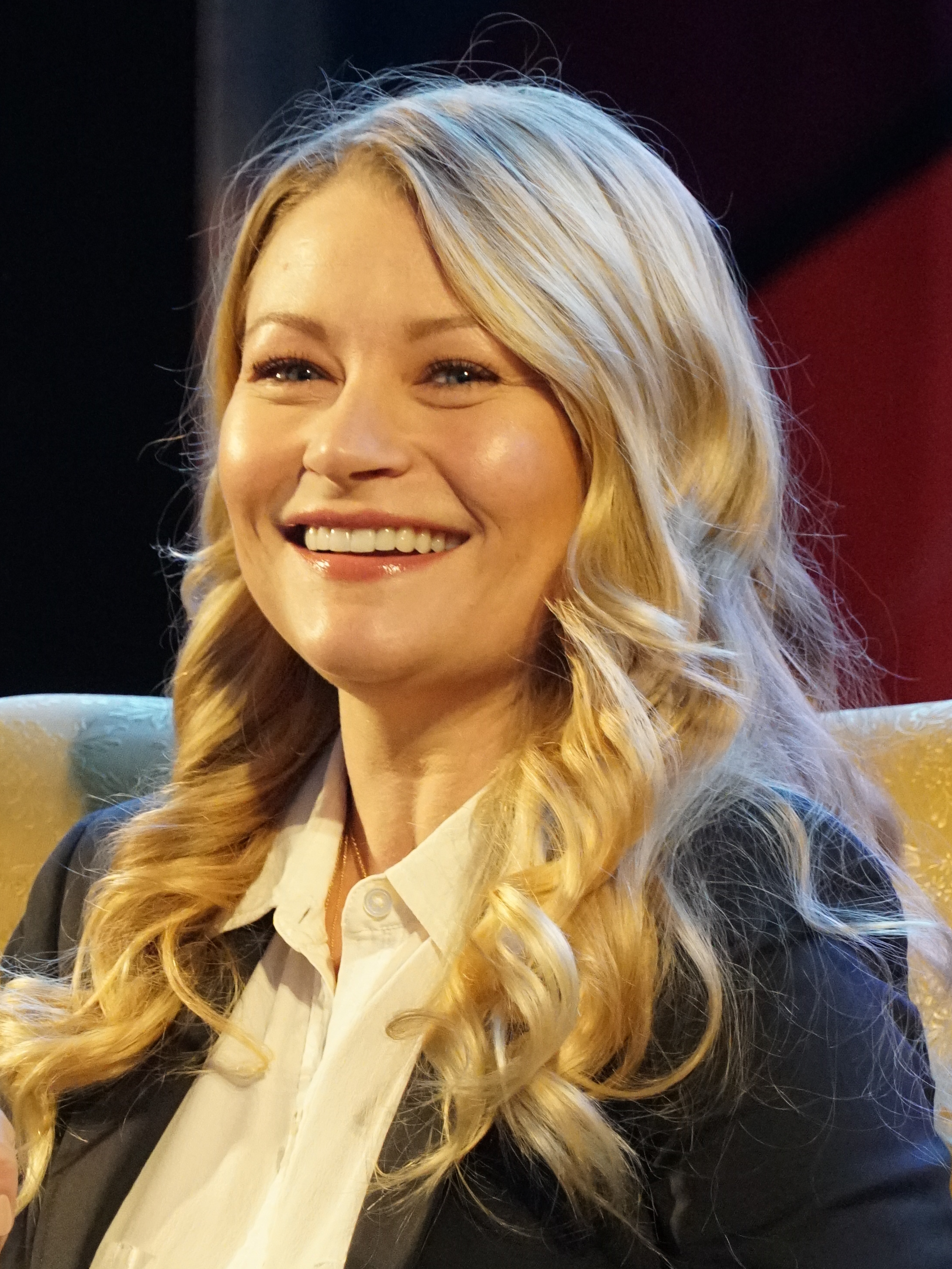
Emilie de Ravin (* 1981)

- Ravinale, Francesco Guido (* 1943), italienischer Geistlicher, emeritierter römisch-katholischer Bischof von Asti
- Ravindra, Rachin (* 1999), neuseeländischer Cricketspieler
- Ravindran, Renuka (* 1943), indische Mathematikerin und Hochschullehrerin
- Raviola, Roberto (1939–1996), italienischer Comiczeichner
- Ravioli, Sandra (* 1962), Schweizer Ökonomin und Publizistin
- Raviolo, Heber (1932–2013), uruguayischer Verleger, Dozent und Literaturkritiker
- Raviot, Franck (* 1973), französischer Fußballtorhüter und -trainer
- Ravishankar, Anushka (* 1961), indische Schriftstellerin
- Ravisius, Johannes (1480–1524), französischer Humanist
- Ravit, Johann Christian (1806–1868), deutscher Hochschullehrer, Politiker und Bankier
- Ravita, Nadia (* 1994), indonesische Tennisspielerin
- Ravitarivao, Nicolas (1916–1989), madagassischer römisch-katholischer Geistlicher, Weihbischof in Tananarive
- Ravitch, Diane (* 1938), US-amerikanische Bildungsexpertin
- Ravitch, Richard (1933–2023), US-amerikanischer Unternehmer und Politiker
- Ravitz, Jehudit (* 1956), israelische Rockmusikerin
- Ravitz, Lenny (* 1936), israelisch-US-amerikanischer Schauspieler
- Ravitz, Ziv (* 1976), israelischer Jazzmusiker
- Raviv, Dan (* 1954), US-amerikanischer Journalist und Autor
- Ravizza, Francesco (1615–1675), Bischof und Nuntius von Portugal
- Ravizza, Giuseppe (1811–1885), italienischer Erfinder

### Ravn
- Ravn, Fritz (1929–2013), dänischer Radrennfahrer
- Ravn, Jørgen (1884–1962), dänischer Turner
- Ravn, Kurt (* 1947), dänischer Schauspieler und Sänger
- Ravn, Mads, dänischer Schauspieler
- Ravn, Marion (* 1984), norwegische Sängerin
- Ravn, Niels Frederik (1826–1910), dänischer Vizeadmiral und Politiker, Minister des Königreichs Dänemark
- Ravn, Olga (* 1986), dänische Schriftstellerin, Lyrikerin, Übersetzerin und Literaturkritikerin
- Ravnić, Valentino (* 1995), kroatischer Handballspieler
- Ravnik, Janko (1891–1981), jugoslawischer bzw. slowenischer Komponist und Filmregisseur
- Ravnikar, Dijana (* 1978), kroatisch-slowenische Skilangläuferin und Biathletin
- Ravnikar, Edvard (1907–1993), slowenischer Architekt
- Ravnjak, Tim-Kevin (* 1996), slowenischer Snowboarder
- Ravnopolska-Dean, Anna-Maria (* 1960), bulgarische Harfenistin, Komponistin und Musikwissenschaftlerin
- Ravnur Hólmgarðsfari, norwegischer Seefahrer und Händler

### Ravo
- Ravoet, Philippe (* 1961), belgischer Filmeditor
- Ravony, Francisque (1942–2003), madagassischer Politiker und Rechtsanwalt
- Ravoth, Max (1850–1923), deutscher Architekt und Bauunternehmer
- Ravoussis, Petros (* 1954), griechischer Fußballspieler

### Ravy
- Ravyn Lenae (* 1999), US-amerikanischer R&B-Singer-SongwriterinRavyn Lenae (* 1999)

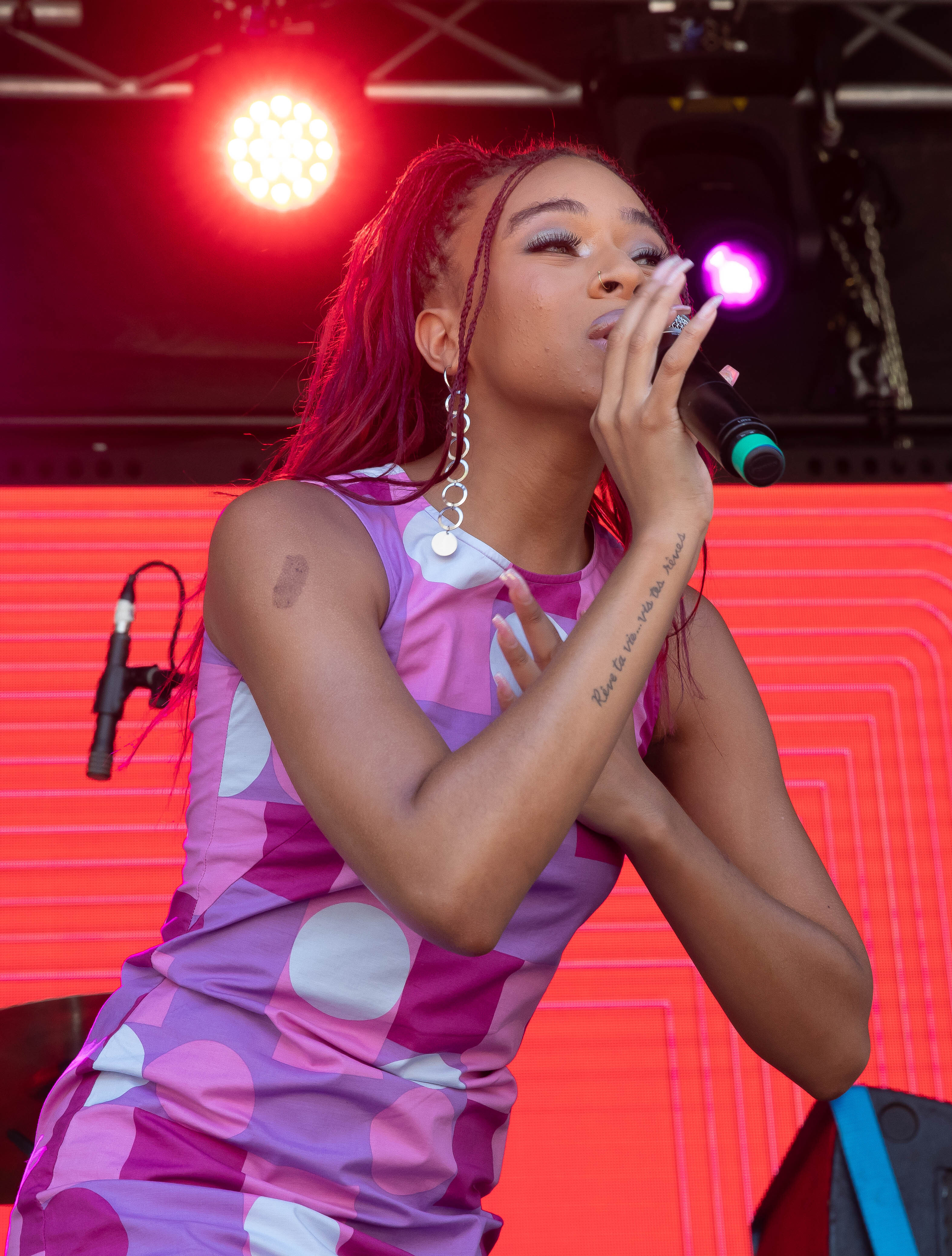
Ravyn Lenae (* 1999)